# Rob Skrlac
Rob Eric Skrlac (* 10. Juni 1976 in Port McNeill, British Columbia) ist ein ehemaliger kanadischer Eishockeyspieler, der während seiner aktiven Laufbahn für die New Jersey Devils in der National Hockey League spielte.

## Karriere
Rob Skrlac begann seine Karriere als Eishockeyspieler bei den Richmond Sockeyes, einer Mannschaft in einer Junioren-Amateurliga in British Columbia, für die er von 1993 bis 1994 aktiv war. Anschließend ging der Flügelspieler zu den Kamloops Blazers in die Western Hockey League. Dort fiel der Offensivspieler vor allem aufgrund seiner robusten Spielweise und seinen vielen Strafminuten auf, die er in der Folgezeit erhielt. In drei Jahren absolvierte Skrlac insgesamt 165 Partien für die Blazers und erhielt 758 Strafminuten, daneben standen lediglich 24 Scorerpunkte zu Buche. Während dieser Zeit wurde er beim NHL Entry Draft 1995 in der neunten Runde an insgesamt 224. Position von den Buffalo Sabres ausgewählt, für die er jedoch nie auflief. Nachdem er nach dem Saisonende 1996/97 die Altersgrenze für die Teilnahme an der WHL überschritten hatte, wurde Skrlac ein Free Agent. Am 17. Juni 1997 unterzeichnete er einen Vertrag bei den New Jersey Devils. Der Sprung in die National Hockey League blieb ihm vorerst verwehrt, die Saison 1997/98 verbrachte er bei den Albany River Rats, dem damaligen Farmteam der Devils, in der American Hockey League.
Es gelang dem Angreifer sogleich eine Vielzahl an Partien zu absolvieren, zum Saisonende standen 53 Spiele und 256 Strafminuten zu Buche, allerdings blieb er ohne Torerfolg und erreichte zwei Scorerpunkte. In den folgenden drei Jahren saß er zwar weniger oft auf der Bank, erhielt jedoch auch weniger Spielpraxis. Während der Saison 2001/02 absolvierte der Kanadier 29 Partien für die Mississippi Sea Wolves in der East Coast Hockey League. Dabei erzielte er vier Punkte und erhielt 161 Strafminuten. In derselben Saison spielte Skrlac außerdem auch für die Portland Pirates und kehrte danach wieder zu den River Rats zurück. Während der Saison 2003/04 gelang ihm der Sprung in die NHL. Er absolvierte insgesamt acht Partien für die New Jersey Devils und konnte dabei einen Torerfolg verbuchen. Danach kehrte Skrlac erneut wieder in die AHL zurück und bestritt keine weiteren Partien in der NHL. Am 27. September 2005 beendete der Kanadier seine aktive Laufbahn.